# تهاجم: زمین (مجموعه تلویزیونی)
تهاجم: زمین (به انگلیسی: Invasion: Earth) مجموعه تلویزیونی محصول سال ۱۹۹۸ و به کارگردانی پاتریک لائو و ریچارد لاکستون است. در این مجموعه تلویزیونی بازیگرانی همچون وینسنت رگان، مگی اونیل، فرد وارد، آنتون لسر، فیلیس لوگان، سارا کستلمن و کریستوفر فیربنک ایفای نقش کرده‌اند.